# Ken Spain
John Kenneth “Ken” Spain (Houston, 6 oktober 1946 – Houston, 11 oktober 1990) was een Amerikaans basketballer. Hij won met het Amerikaans basketbalteam de gouden medaille op de Olympische Zomerspelen 1968.
Spain speelde voor het team van de University of Houston. In 1970 ging hij spelen bij de American Basketball Association voor de Pittsburgh Condors. Tijdens de Olympische Spelen speelde hij 8 wedstrijden, inclusief de finale tegen Joegoslavië. Gedurende deze wedstrijden scoorde hij 35 punten.
Hij stierf op 44-jarige leeftijd aan de gevolgen van kanker.
4 John Clawson · 
5 Ken Spain · 
6 Jo Jo White · 
7 Mike Barrett · 
8 Spencer Haywood · 
9 Charlie Scott · 
10 Bill Hosket · 
11 Calvin Fowler · 
12 Mike Silliman · 
13 Glynn Saulters · 
14 Jim King · 
15 Don Dee · 
Coach Hank Iba